# دايسوكي ميازاكي
دايسوكي ميازاكي (6 يونيو 1981 في اليابان - ) (بالكانا:みやざき だいすけ) هو لاعب كرة يد اليابان.